# Engano militar

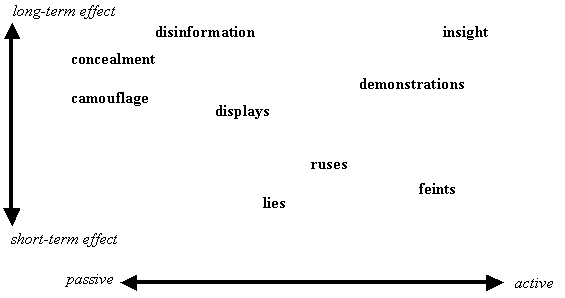

O engano militar é uma tentativa de uma unidade militar de obter vantagem durante a guerra, enganando os tomadores de decisão adversários para que tomem medidas ou inações que criem condições favoráveis para a força enganadora. Isso geralmente é conseguido criando ou amplificando ações de engodo por meio de operações psicológicas, guerra de informação, engano visual ou outros métodos. Como forma de desinformação, ela se sobrepõe à guerra psicológica. O engano militar também está intimamente ligado à segurança das operações, pois a segurança das operações tenta ocultar do adversário informações críticas sobre as capacidades, atividades, limitações e intenções de uma organização, ou fornecer uma explicação alternativa plausível para os detalhes que o adversário pode observar, enquanto o engano revela informações falsas em um esforço para enganar o adversário.
O engano na guerra remonta ao início da história. A Arte da Guerra, um antigo tratado militar chinês, enfatiza a importância do engano como uma forma de forças em menor número derrotarem adversários maiores. Exemplos de engano na guerra podem ser encontrados no antigo Egito, Grécia e Roma, na Idade Medieval, na Renascença e na Era Colonial Europeia. O engano foi empregado durante a Primeira Guerra Mundial e ganhou ainda mais destaque durante a Segunda Guerra Mundial. Nos tempos modernos, os militares de várias nações desenvolveram táticas, técnicas e procedimentos de engano em uma doutrina completa.

## Definição
Muitas atividades militares padrão podem ser consideradas enganosas, mas não enganosas. Por exemplo, uma unidade pode se mudar para uma área de reunião para concluir a organização e o ensaio antes de uma missão. É uma tática enganosa padrão camuflar os veículos, equipamentos e pessoal na área de montagem com a intenção de confundir o inimigo. O engano militar é mais complexo do que simples atividades enganosas, com uma unidade planejando e realizando deliberadamente um esforço elaborado que fará com que um tomador de decisão adversário direcionado tome uma ação que seja prejudicial ao adversário e benéfica para o lado que emprega o engano.

## Tipos

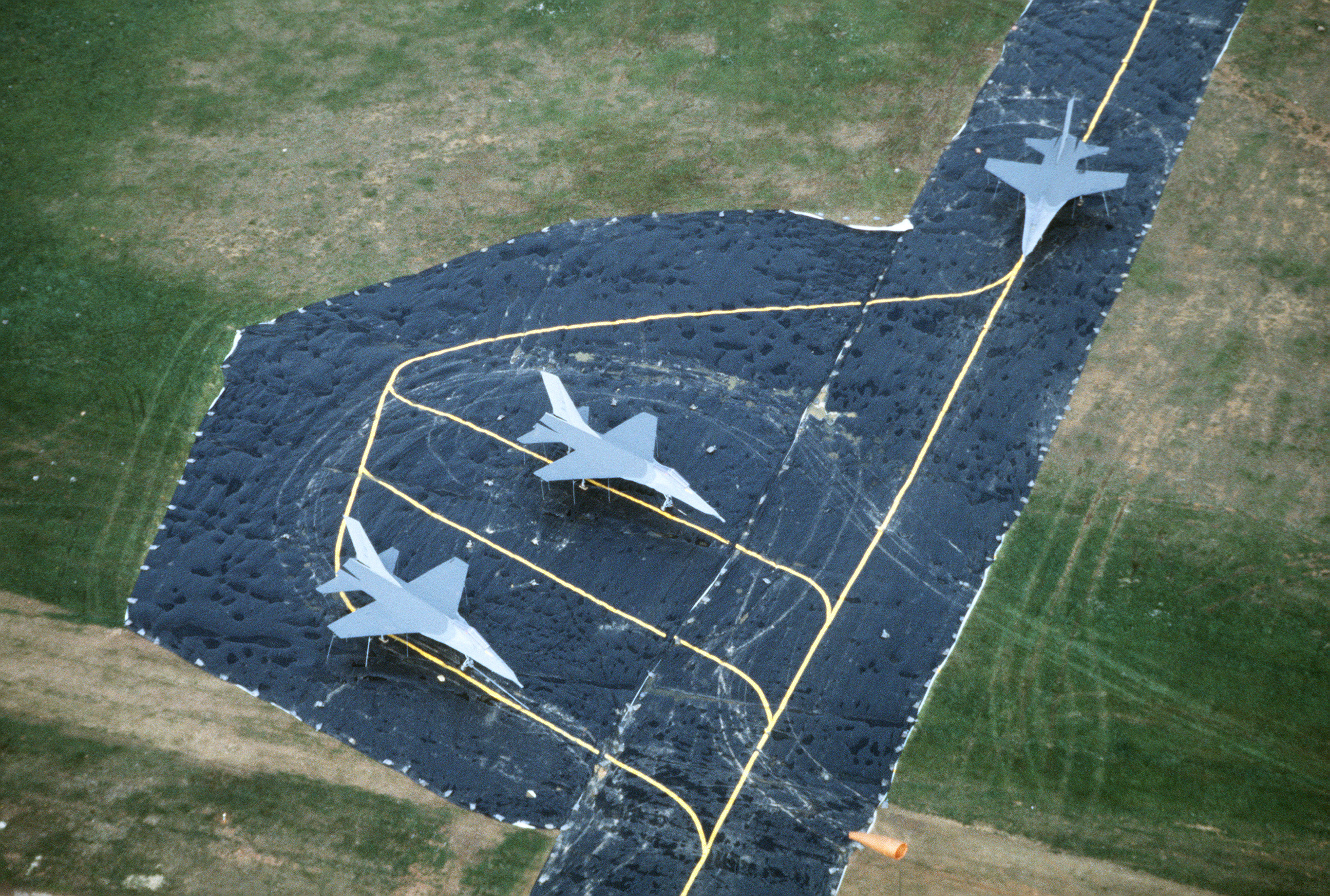
Base aérea fictícia e aeronaves simuladas

O engano pode ser realizado aumentando ou diminuindo a compreensão de um adversário sobre o ambiente operacional. O engano crescente da ambiguidade destina-se a semear confusão na mente do tomador de decisão inimigo, apresentando vários cursos de ação amigáveis possíveis. Como o adversário não sabe o que é verdade, suas reações são atrasadas ou paralisadas, o que dá vantagem ao lado amigo. Com a ambigüidade diminuindo o engano, o lado amigo pretende fazer com que o adversário tenha certeza do curso de ação amigável - certo, mas errado. Como resultado, o adversário alocará tempo, pessoal ou recursos, o que permite que o lado amigo obtenha uma vantagem.
O engano da Operação Bodyguard na Segunda Guerra Mundial pode ser visto como um engano crescente da ambigüidade que, com o tempo, tornou-se uma diminuição da ambigüidade. Inicialmente, o objetivo era aumentar a confusão entre os planejadores e líderes alemães, apresentando as possibilidades de invasões aliadas em Pas-de-Calais e na Normandia, na França, bem como nos Bálcãs, sul da França e Noruega. Eventualmente, o engano aumentou a certeza do lado alemão, levando-os a concluir que Calais era o verdadeiro local da invasão. Quando os Aliados atacaram na Normandia, eles o fizeram com a vantagem da surpresa.

## Legalidade
Os aderentes ao Protocolo I (1977) das Convenções de Genebra concordam em não se envolver em atos de perfídia durante a condução da guerra. A conduta pérfida é uma ação enganosa em que um lado promete agir de boa fé com a intenção de quebrar essa promessa para obter uma vantagem. Os exemplos incluem um lado levantando uma bandeira de trégua para atrair um inimigo a vir à tona e tomá-lo como prisioneiro de guerra, depois abrindo fogo contra o adversário descoberto. Exemplos adicionais incluem o uso indevido de sinais e símbolos protegidos, como a cruz vermelha, o crescente e o cristal, para ocultar armas e munições, fazendo-as parecer uma instalação médica.

## Opiniões
As opiniões variam entre estrategistas militares e autores quanto ao valor do engano militar. Por exemplo, os dois livros sobre guerra geralmente considerados os clássicos mais famosos, A Arte da Guerra de Sun Tzu e Sobre a Guerra de Clausewitz têm visões diametralmente opostas. Sun Tzu enfatiza o engano militar e o considera a chave para a vitória.  Clausewitz argumenta que a névoa da guerra impede que um comandante tenha uma compreensão clara do ambiente operacional, portanto, criar algum tipo de aparência falsa, particularmente em grande escala, provavelmente não será significativo. Por causa do custo e do esforço, Clausewitz argumenta que, a partir de uma análise de custo-benefício, um grande engano é uma parte aceitável de um curso de ação apenas em circunstâncias especiais.  